# Una Stubbs
Una Stubbs est une actrice britannique, née le 1er mai 1937 à Welwyn Garden City (Angleterre) et morte le 12 août 2021 à Edimbourg (Écosse). Elle est surtout connue pour ses rôles dans la sitcom Till Death Us Do Part (en) de 1966 à 1975 et dans Sherlock de 2010 à 2017.

## Biographie

### Vie privée
Una Stubbs a été mariée à l'acteur Peter Gilmore de 1958 à 1969, puis à l'acteur Nicky Henson (en) de 1969 à 1975. Elle a trois enfants : Jason, adopté lors de son premier mariage, Christian (né en 1971) et Joe (en) (né en 1973), issus du second et tous deux musiciens. 

## Théâtre
- 2011 : Les Liaisons dangereuses : Madame de Rosemonde, mise en scène Gérald Garutti, Royal Shakespeare Company

## Filmographie

### Cinéma
- 1963 : Vacances d'été : Sandy
- 1964 : The Bargee : la mariée
- 1964 : Wonderful Life (en) : Barbara
- 1965 : Three Hats for Lisa
- 1967 : Mister Ten Per Cent
- 1969 : Till Death Us Do Part
- 2009 : Ingenious : Gransha

### Télévision
- 1966-1974 : Till Death Us Do Part (en)
- 1974 : L'Hôtel en folie (Fawlty Towers) : Alice
- 1979-1981 : Worzel Gummidge : Tante Sally
- 1981 : Till Death... : Rita
- 1983 : Le Vent dans les saules (The Wind in the Willows) : la fille du gardien de prison (voix)
- 1985-1986 : In Sickness and in Health : Rita
- 1987-1989 : Worzel Gummidge Down Under : Tante Sally
- 1998-2000 : Amandine Malabul : Miss Bat
- 2005 : The Catherine Tate Show : Carole-Ann / Ursula
- 2006 : EastEnders : Caroline Bishop
- 2006 : Miss Marple : Edith Pagett
- 2007-2009 : Mist: The Tale of a Sheepdog Puppy : Fern
- 2009 : Benidorm : Diana Weedon
- 2010-2015 : Sherlock : Mrs Hudson
- 2015 : Inspecteur Barnaby s17e01 : Règlements de compte à la roulette : Audrey Braylesford
- 2015 : Call the Midwife : Mrs Mills